# Ivtchenko-Progress D-18T
L’Ivtchenko-Progress D-18T, aussi parfois désigné Progress D-18T ou Lotarev D-18T, est un turbofan triple corps à haut taux de dilution de forte puissance, taré à plus de 20 tonnes de poussée et utilisé pour propulser les avions-cargos parmi les plus lourds au monde.

## Conception et développement
Le moteur fut conçu dans les années 1970 par le bureau de conception (OKB) Ivtchenko-Progress, en Ukraine (alors appartenant à l'Union soviétique), puis fut produit par Motor Sich, une autre entreprise ukrainienne, elle-aussi située à Zaporijia. D'une taille impressionnante, ce moteur fut le premier en URSS à dépasser les 20 tonnes de poussée.
Ce moteur, dans sa version définitive, effectua son premier démarrage le 19 septembre 1980, et prit l'air pour la première fois lors du premier vol de l'immense Antonov An-124, le 24 décembre 1982. Les tests officiels sur banc furent achevés le 19 décembre 1985. Son développement fut achevé en 1988. Sa production commerciale débuta en 1999.
Actuellement (2017), 188 exemplaires du D-18T sont en service, ayant accumulé un total de plus d'un million d'heures de vol,.

## Caractéristiques

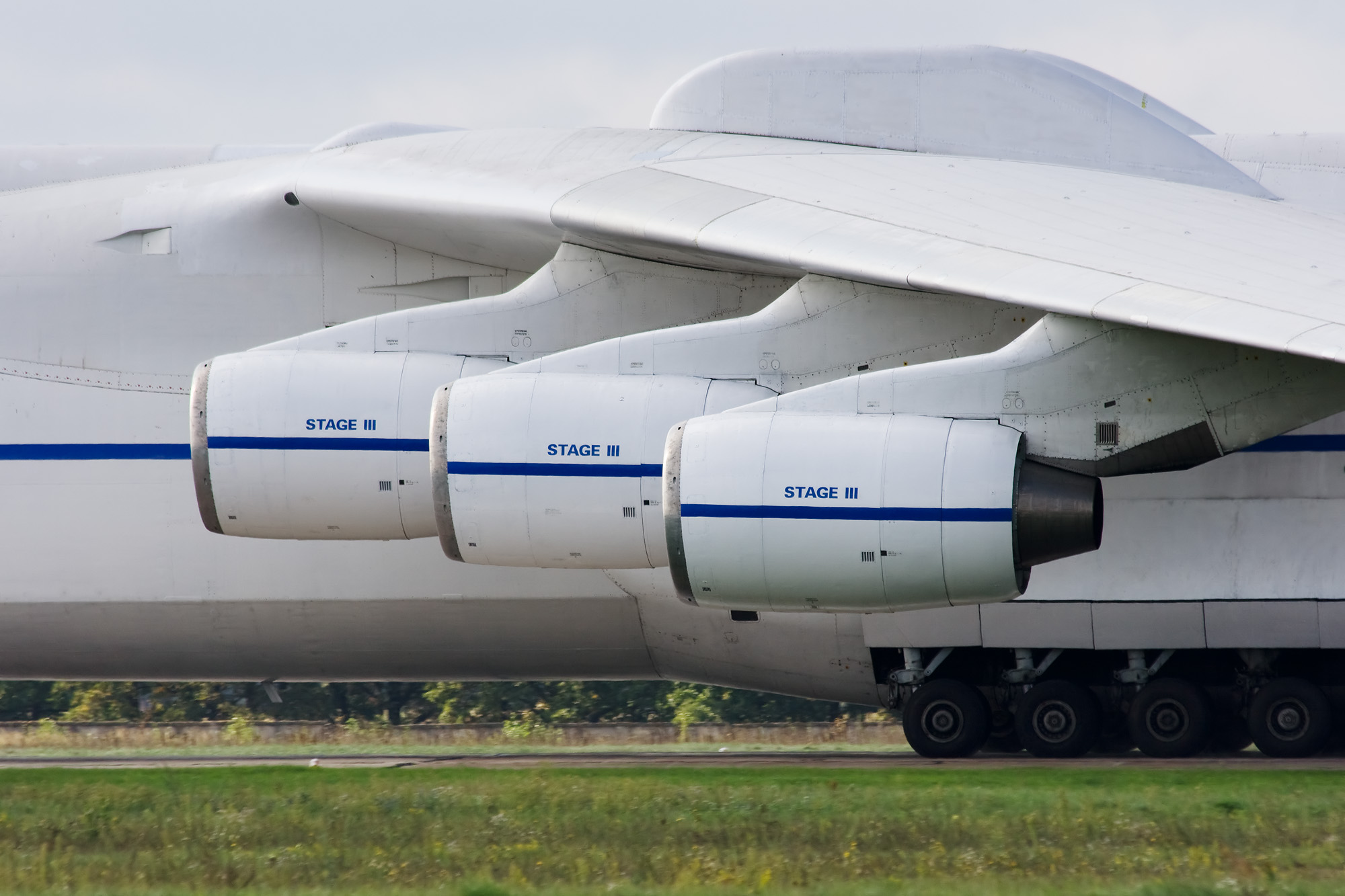
Trois D-18T sous l'aile gauche de l'Antonov An-225 Mriya.

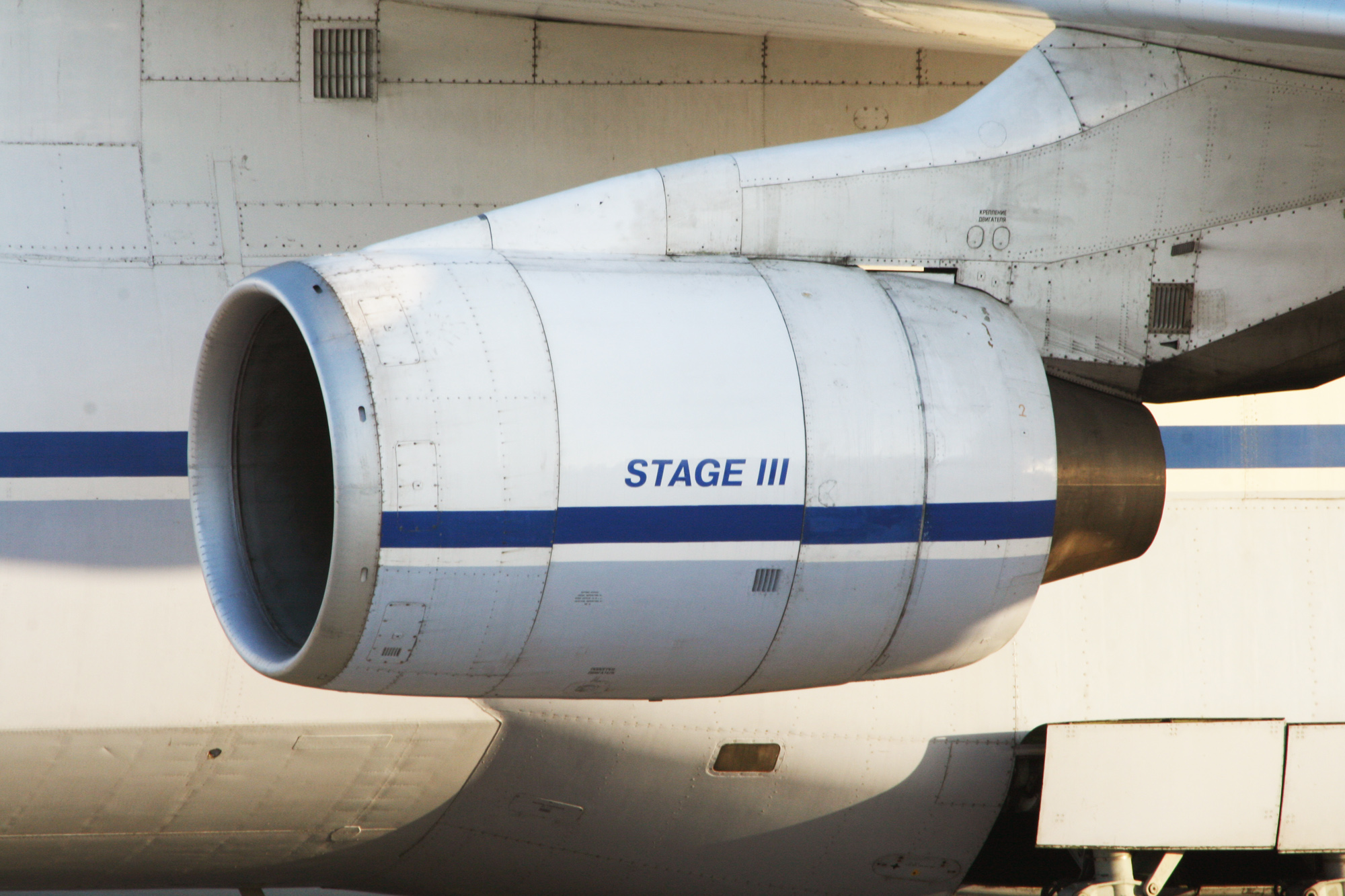
L'un des quatre D-18T d'un Antonov An-124.

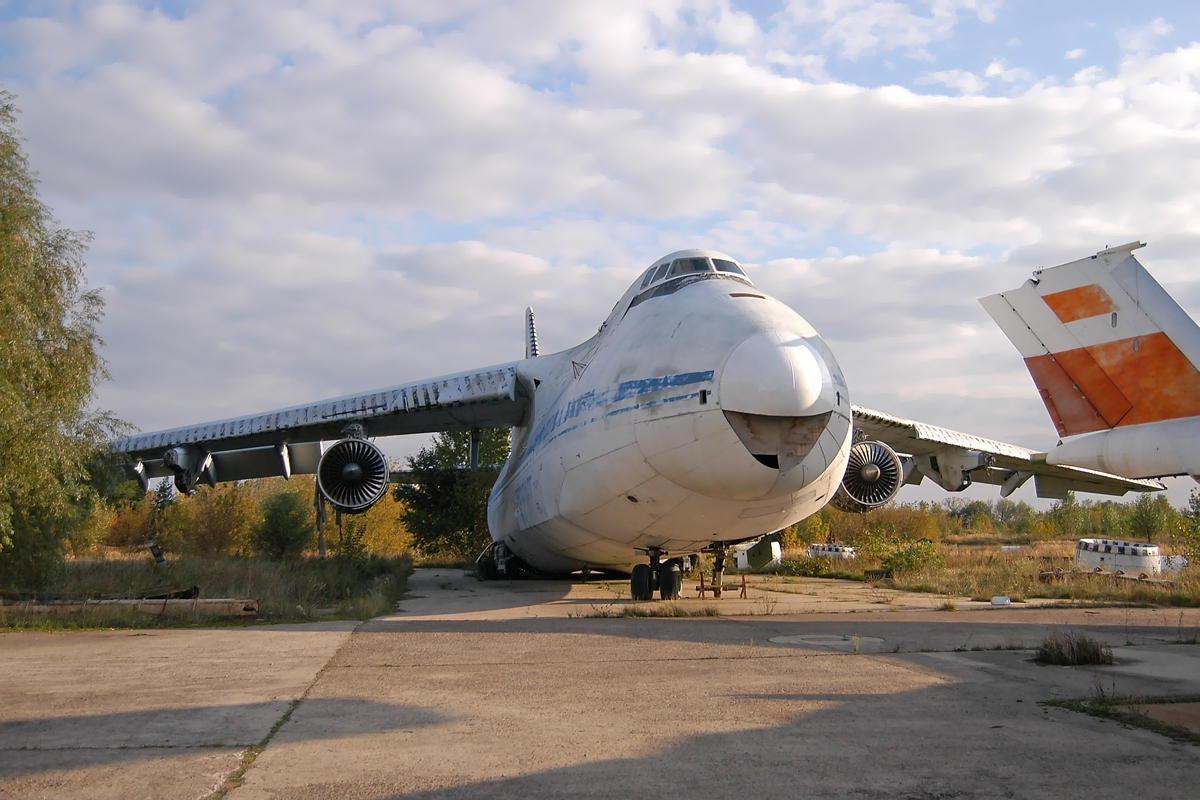
Le prototype de l'An-124, à l'abandon. Deux D-18T sont toujours accrochés à ses ailes, bien qu'ils ne soient pas complets.

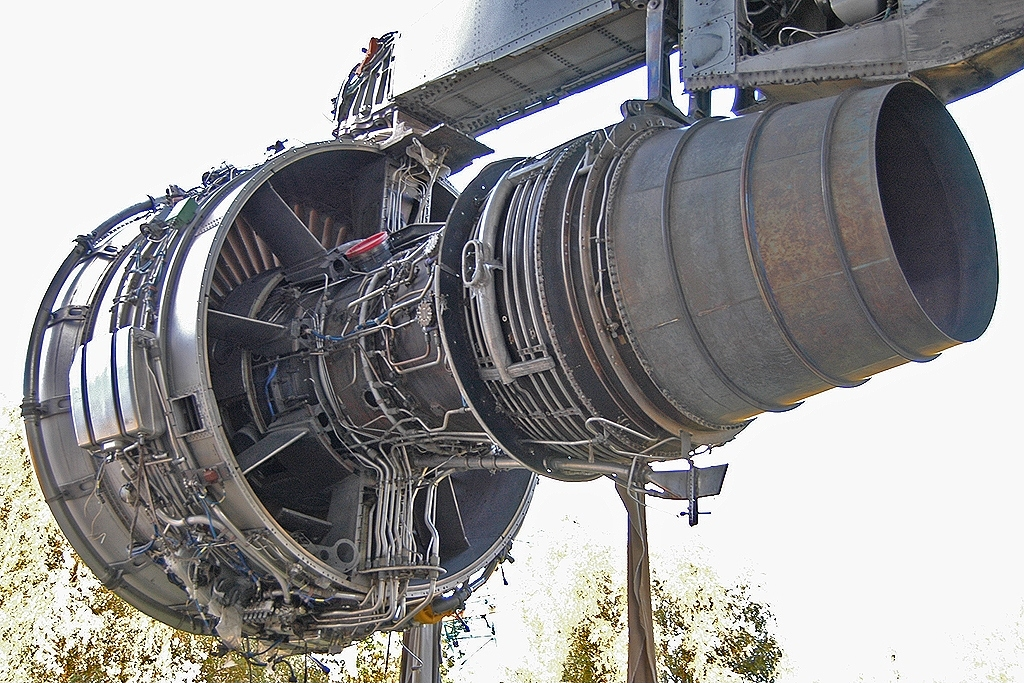
L'un des D-18T cannibalisés appartenant à l'épave du prototype de l'An-125 (immatriculé 19530501001).

Le D-18T est un turbofan à fort taux de dilution et doté de trois corps. Le corps BP (basse-pression) est constitué d'une soufflante mono-étage, suivie par le corps MP et le corps HP, chacun étant doté de 7 étages de compresseur axiaux et amenant à la chambre de combustion annulaire un air comprimé à 27,5 bars. Après la combustion du mélange air/carburant grâce à 22 injecteurs de carburant intégrés dans le flux des gaz et deux allumeurs, les gaz chauds sont véhiculés vers la tuyère en passant à travers les turbines HP et MP, à un étage chacune, puis la turbine BP (entraînant la soufflante), dotée de 4 étages. Les turbines sont reliées à leurs compresseurs correspondants via des arbres concentriques indépendants tournant les uns à l'intérieur des autres (d'où l'appellation « triple corps »). Cette architecture, selon le constructeur, apporte une forte puissance au décollage mais également une grande fiabilité et un faible consommation spécifique de carburant dans tous les domaines de vol,. D'autres avantages sont une maintenance facilitée, grâce notamment à une architecture modulaire (17 modules,), une durée de service plutôt longue, une bonne fiabilité et de faibles émissions sonores et polluantes, qui sont d'ailleurs en accord avec les standards de l'organisation de l'aviation civile internationale (OACI),.
Les premiers exemplaires ne disposaient pas d'une durée de vie très importante, certains moteurs nécessitant une révision complète après seulement 500 heures de service. Les moteurs de la série 3 virent cette durée allongée à plus de 5 000 heures, et ceux de la série 4 à environ 20 000 heures (ou 5 000 cycles de 4,5 heures de vol chacun).
Le moteur est également équipé d'un efficace inverseur de poussée, installé sur le carénage du flux secondaire (celui de la soufflante),. Il est actionné par des vérins hydrauliques contrôlés par une unité électronique.
Le rapport poussée/poids est d'environ 5,7 pour 1.

## Versions
- D-18T : Version principale, d'une poussée pouvant atteindre 229,5 kN. Ce moteur équipe les Antonov An-124, An-124-100 et An-225. Si les premières séries ont souffert de problèmes de durée de vie opérationnelle trop courte (4 000 heures[3]), les séries 3[6] et 4, installées sur les An-124-100, ont vu ces problèmes résolus[4] et disposent d'une durée de vie de 20 000 heures[3]. La série 4 dispose également de 10 % de poussée supplémentaire, grâce à un corps BP redessiné et une turbine HP mieux refroidie[1], et devrait équiper l'An-124-100M-150 dans un futur proche[3] ;
- D-18TM (ou T1) : Version produisant une poussée de 245,17 kN, prévue pour propulser l'Antonov An-218-100 (en)[5] ;
- D-18TP : Autre version prévue pour l'An-218, produisant une poussée de 269,68 kN[5]

## Applications
Le D-18T fut sélectionné en 1984 pour propulser les deux plus gros avions du monde :
- Antonov An-124 et An-124-100 Ruslan : Quatre D-18T de 225,5 kN de poussée. Deuxième plus gros avion en service au monde, et premier parmi les appareils produits en série (Premier par la taille, l'An-225 n'est pas produit en série) ;
- Antonov An-225 Mriya : Six D-18T de 229,5 kN de poussée. Produit à seulement un exemplaire, ce monstre de 640 tonnes max au décollage fut d'abord conçu pour transporter la navette spatiale russe Bourane. Avant sa destruction survenue le 27 février 2022, il était le plus gros avion en service au monde.

## Évolutions et futur
Les moteurs modulaires à trois corps sont désormais devenus l'épine dorsale pour la presque totalité des moteurs de plus de 30 tonnes de poussée du XXIe siècle. Les qualités dynamiques et les paramètres de cycle thermique élevés du D-18T lui permettent d'être utilisé comme cœur pour les installations de turbogénérateurs ou turboalternateurs industriels ayant des puissances sur l'arbre s'étalant de 25 à 30 mégawatts.